# Raúl Corrales
Raúl Corrales (Ciego de Ávila, 29 januari 1925 – Cojímar, 18 april 2006) is een van de bekendste fotografen van de Cubaanse Revolutie. 

## Levensloop
Corrales werd geboren in het kleine plaatsje Ciego de Ávila. Op zijn twaalfjarige leeftijd verhuisde hij met zijn moeder naar Havana om de armoede op het platteland te ontvluchten. Voordat hij beroemd werd als fotograaf heeft hij als krantenverkoper en hulpje bij de nieuwsorganisatie Cuba Sono Film gewerkt, waar hij in 1944 fotograaf werd. 
Corrales was de persoonlijke fotograaf van de Cubaanse leider Fidel Castro. Hij registreerde in die hoedanigheid van dichtbij de Cubaanse Revolutie van 1959, onder aanvoering van Castro en diens medestrijder Che Guevara. Het is niet bekend tot welk jaar hij als persoonlijke fotograaf heeft gewerkt. In 1991 ging hij met pensioen.
Vaak wordt aangenomen dat de bekendste foto van 'Che' door Corrales is gemaakt. Dat is echter niet juist. Die foto werd namelijk genomen door zijn tijdgenoot Alberto Korda. Korda, die zelf in 2001 overleed, noemde hem ' De Leraar'.
De foto's van Corrales worden bewonderd om de manier waarop hij de emoties weergeeft van de deelnemers aan de revolutie. Men kan in Havana nog steeds zijn foto's als briefkaart kopen. 
- Biblioteca Nacional de España: XX918223
- Bibliothèque nationale de France: cb122157275 (data)
- Gemeinsame Normdatei: 136969860
- International Standard Name Identifier: 0000 0001 0872 0385
- Library of Congress Control Number: n82219839
- PIC: 8853
- RKD-Nederlands Instituut voor Kunstgeschiedenis: 387026
- Système universitaire de documentation: 030818389
- Union List of Artist Names: 500118210
- Virtual International Authority File: 14820810
- WorldCat: E39PBJjt7BV7RQBhfD4xTHrTHC